# ダルビニンクー・バルサス (ロンドン)
『ダルビニンクー・バルサス』（リトアニア語: Darbininkų balsas）は、1956年6月から1967年10月までロンドンで発行されていた社会民主主義（右派）のリトアニア語新聞。
元リトアニア社会民主党党員によって発行されていた。当初は月刊紙で、1958年以降は隔月刊で発行された。全68号。
ユオザス・ヴィルチンスカスとカジミエラス・バレナスが編集に携わっていた。